# Gorna Luka
Gorna Luka (bulgariska: Горна Лука) är ett distrikt i Bulgarien.   Det ligger i kommunen Obsjtina Tjiprovtsi och regionen Montana, i den västra delen av landet, 90 km norr om huvudstaden Sofia.
I omgivningarna runt Gorna Luka växer i huvudsak lövfällande lövskog. Runt Gorna Luka är det glesbefolkat, med 11 invånare per kvadratkilometer.